# Zenonas Juknevičius
Zenonas Juknevičius (ur. 10 czerwca 1949 w Valdeikiai w rejonie poswolskim) – litewski prawnik, adwokat, polityk, p.o. ministra sprawiedliwości w 1992.

## Życiorys
Po ukończeniu w 1977 studiów na Wydziale Prawa Uniwersytetu Wileńskiego pracował jako sędzia Sądu Ludowego Rejonu Szyłokarczma. W latach 1981–1982 był szefem kancelarii notarialnej w Kupiszkach. Od 1982 był śledczym kupiskiej Prokuratury Rejonowej. W 1987 otrzymał nominację na pierwszego zastępcę ministra sprawiedliwości Litewskiej SRR.
Od 1989 był nieetatowym doradcą prawnym Sąjūdisu, z ramienia którego został w 1990 wybrany do Rady Najwyższej Litewskiej SRR. Złożył swój podpis pod Aktem Przywrócenia Państwa Litewskiego z 11 marca 1990. Od 21 lipca do 17 grudnia 1992 pełnił obowiązki ministra sprawiedliwości w rządzie Aleksandrasa Abišali.
W 1995 rozpoczął praktykę adwokacką w prywatnej kancelarii.
Żonaty z Rasą Juknevičienė, lekarzem i politykiem.